# Cervus albirostris
Cervus albirostris sau Cerbul lui Thorold este o specie de cerb amenințată care se găsește în habitatele de pășuni, tufărișuri și păduri, la altitudini mari, din estul Podișului Tibetan, precum și în unele zone fragmentate mai la nord, în China central-vestică.  Este cunoscut și sub numele de cerb cu bot alb (sau baichunlu, 白唇鹿, în chineza simplificată, ཤྭ་བ་མཆུ་དཀར།་ în tibetana standard) pentru blana albă din jurul botului.

## Etimologie
Deși specia a fost descrisă pentru prima dată de Przhevalsky în 1883, este cunoscută și sub numele de "cerbul lui Thorold", deoarece specimenele a fost procurat de G. W. Thorold în 1892 și a fost descris de W. T. Blanford ca Cervus thoroldi în 1893. Cu toate acestea, primul gen este numit după Przhevalsky (Przewalskium), iar numele speciei (albirostris) provine din latinescul albus (alb) și rostrum (bot), referindu-se la botul și buzele albe. De asemenea, numele provine din cuvântul chinezesc baichunlu (白唇鹿, chineză simplificată), care înseamnă "cu botul alb". Din acest motiv, cerbul lui Thorold mai este cunoscut și sub denumirea de cerb cu buze albe.

## Taxonomie
Cerbul lui Thorold a fost inclus în mod tradițional în genul Cervus, iar dovezile genetice sugerează că acest lucru este mai adecvat decât plasarea sa de până acum în genul monotipic Przewalskium.
Nu sunt recunoscute subspecii.

## Descriere

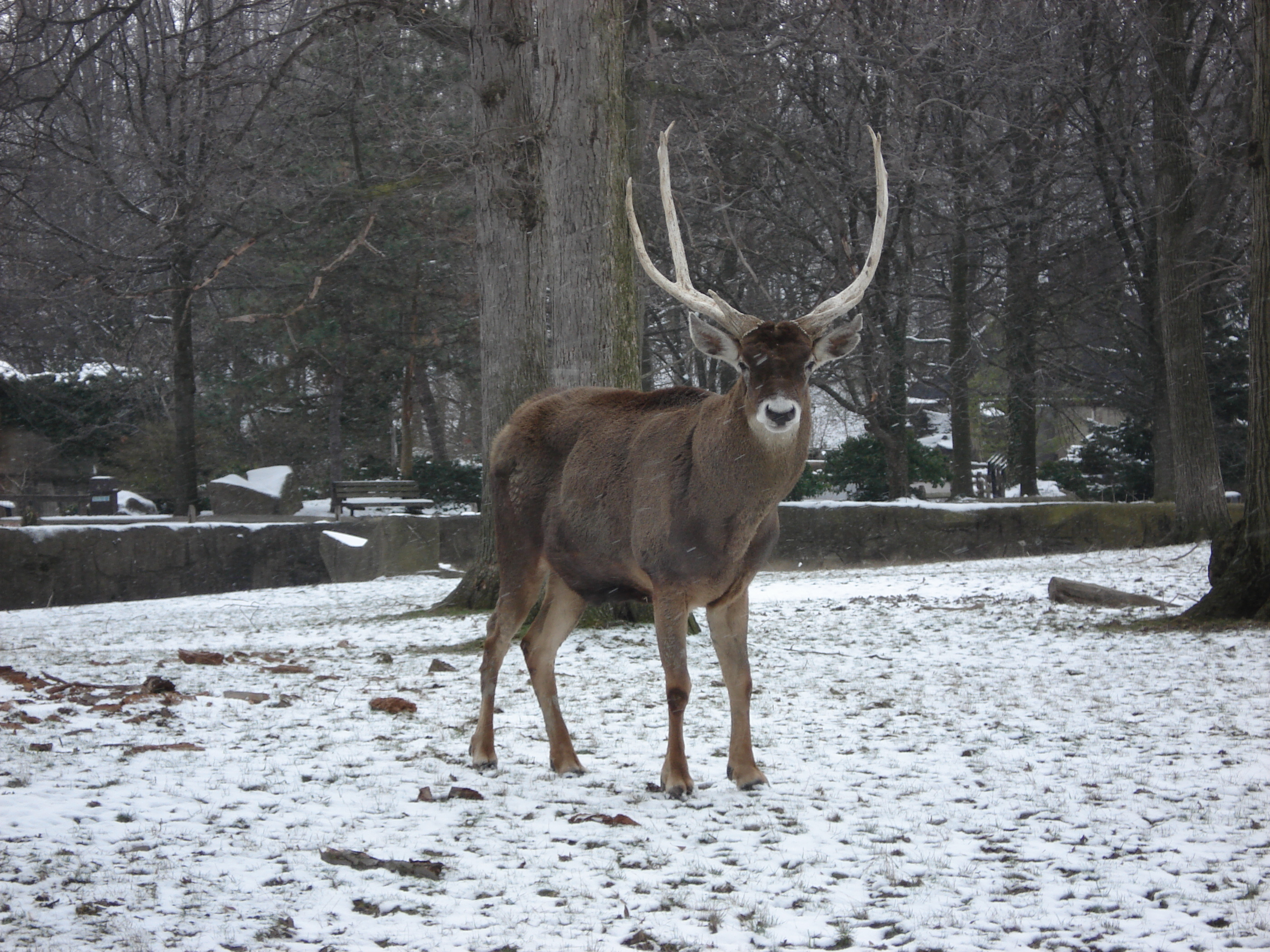
Cervus albirostris

Cerbul de Thorold este una dintre cele mai mari specii de cerbi, cu o înălțime la umăr de aproximativ 1,15-1,40 metri. Masculii, care cântăresc de obicei între 180 și 230 kg, sunt semnificativ mai mari decât femelele, cu o greutate cuprinsă între 90 și 160 kg.  Părul este aspru și griu-maroniu pe cea mai mare parte a corpului, devenind gălbui pe părțile inferioare, cu o pată roșiatică-maronie distinctă pe spate. În timpul iernii, blana este mai palidă și de două ori mai groasă decât în timpul verii, fiind chiar mai groasă decât cea a unui elan. Capul este mai închis la culoare decât restul corpului, în special la masculi, și contrastează cu albul pur de la bot și de pe gât, chiar sub bărbie.

## Galerie

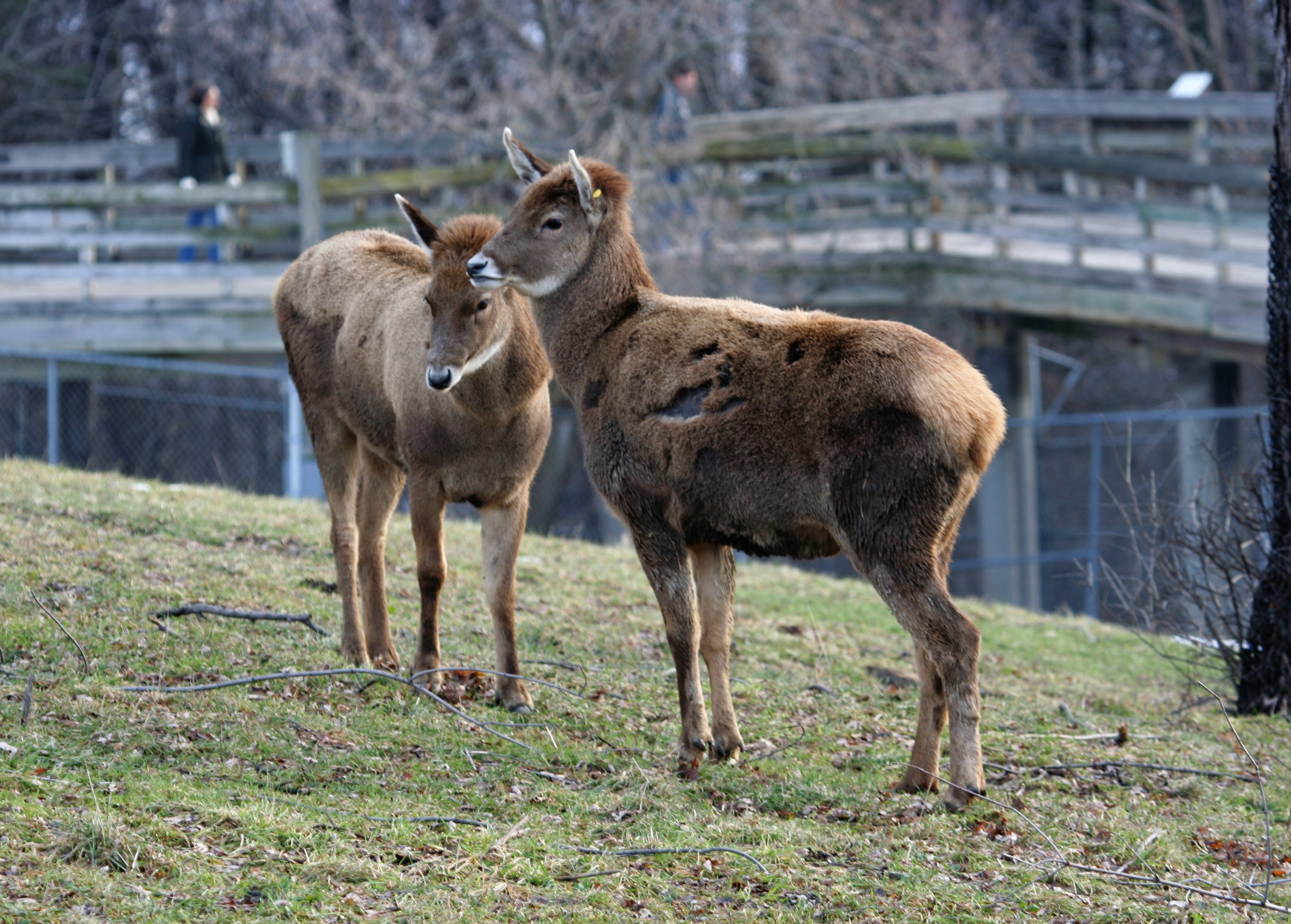
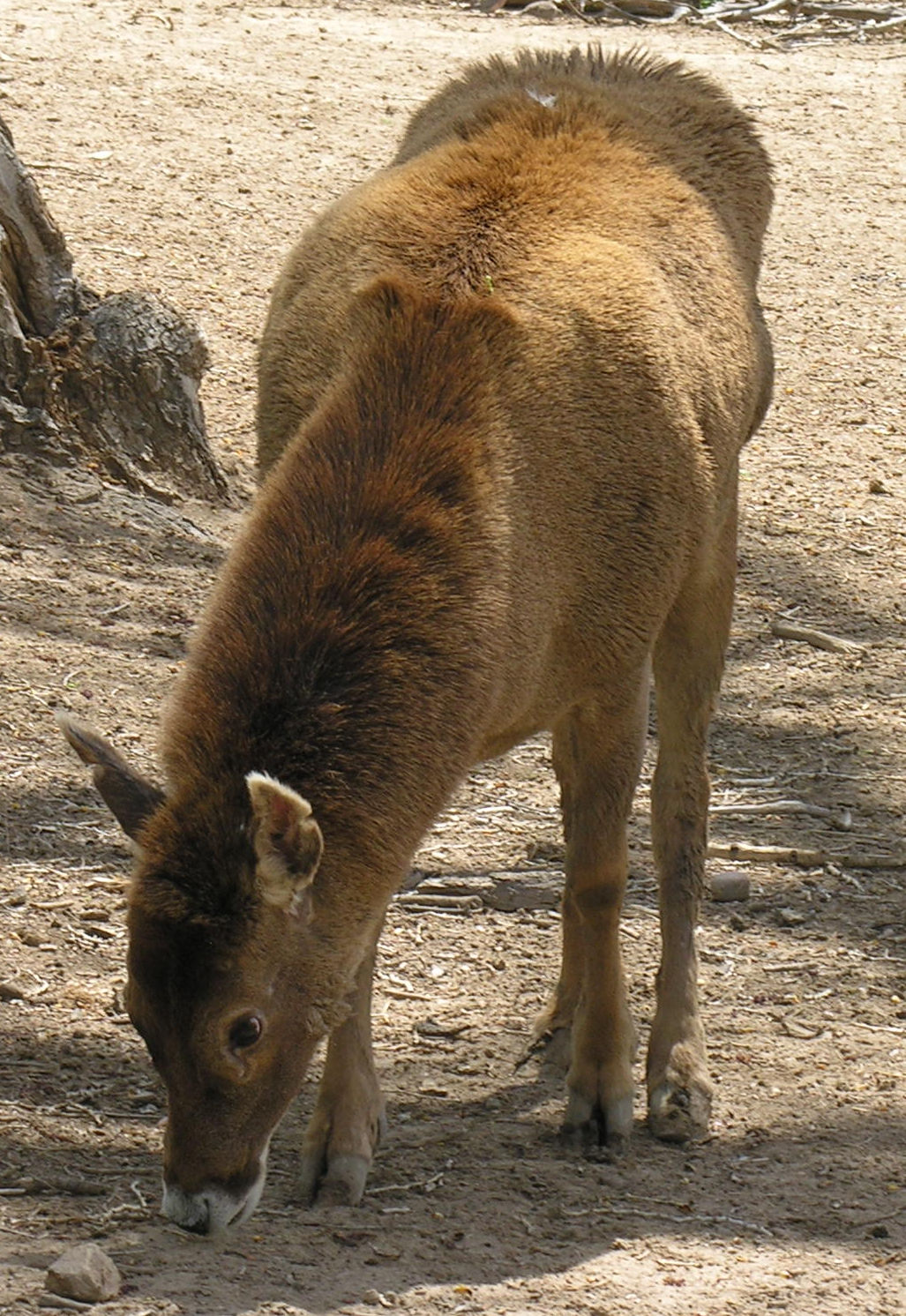
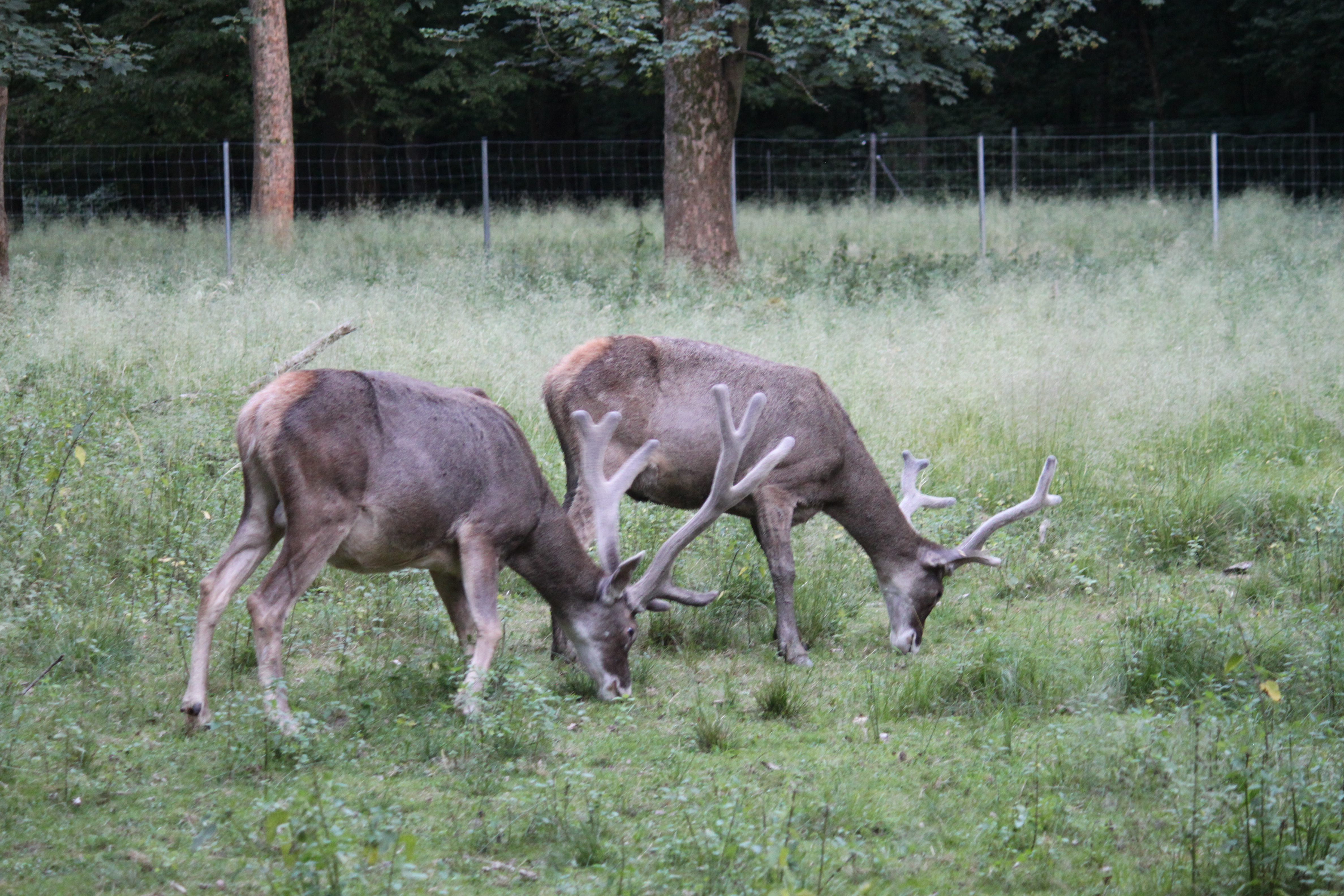
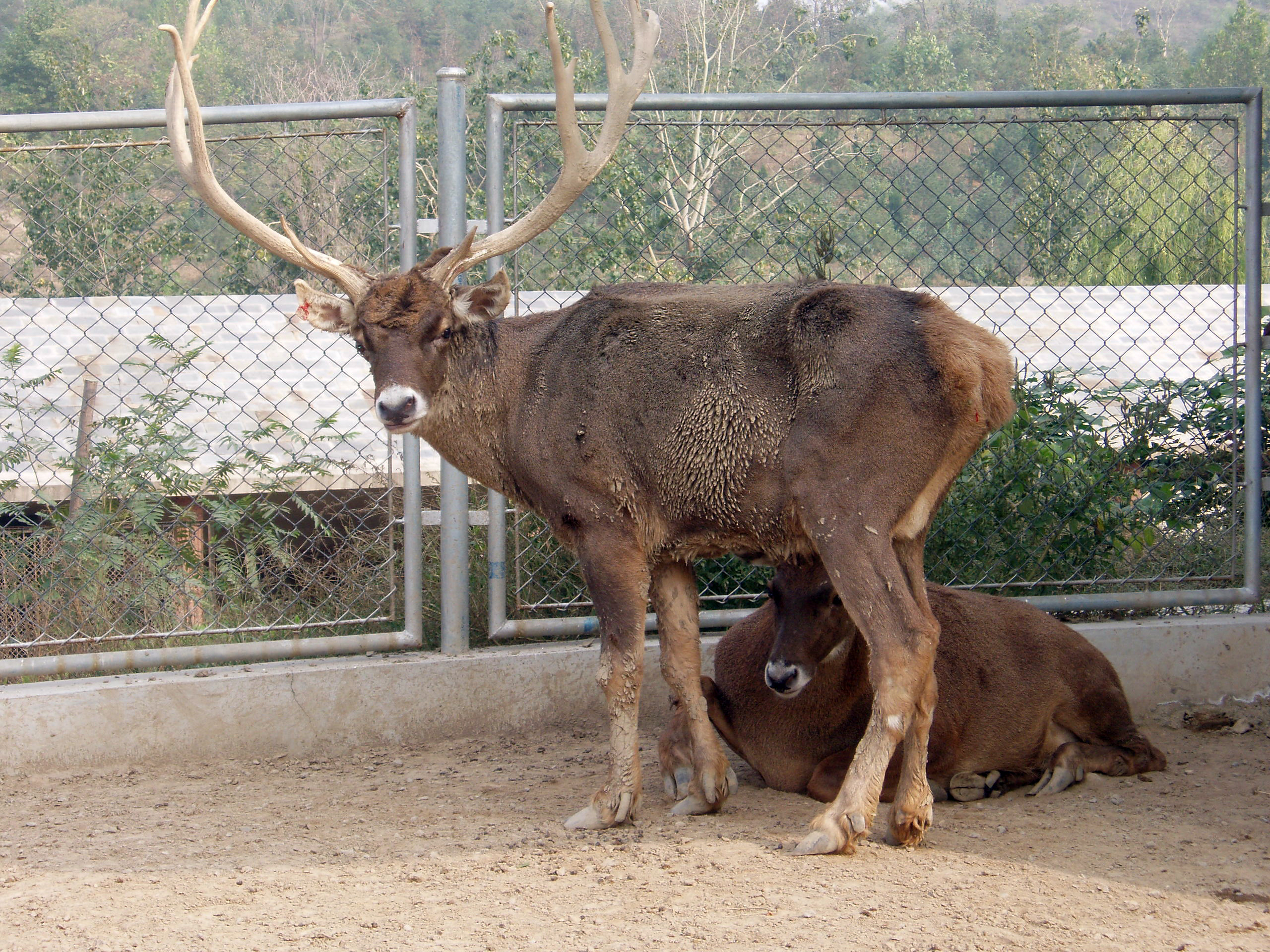